# 賈斯汀·O·施密特
賈斯汀·奧維爾·施密特（英語：Justin Orvel Schmidt，1947年3月23日—2023年2月18日）是一名美國昆蟲學家，也是《昆蟲防禦：獵物和捕食者的適應機制和策略》（Insect Defenses: Adaptive Mechanisms and Strategies of Prey and Predators）一書的合著者，《野外蟄傷》（The Sting of the Wild）一書的作者，以及施密特叮咬疼痛指數的創造者。施密特曾在亞利桑那州图森的卡爾·海登蜜蜂研究中心研究蜜蜂的營養、化學通訊、生理學、生態學和行為學，2006年成為西南生物研究所的領導並全職投入工作。身為西南生物研究所的研究主任，他研究螞蟻、黃蜂和蛛形綱動物的化學和行為防禦。
施密特因開發出施密特叮咬疼痛指數而獲得2015年搞笑諾貝爾獎生理學和昆蟲學獎。全球各大媒體都重點報道了他的研究工作。
2023年2月18日，施密特因帕金森氏症併發症在亞利桑那州圖森去世，享壽75歲。

## 外部連結
- Remembering an entomologist who poetically described and classified more than 70 species’ painful stings （页面存档备份，存于）, article updated APRIL 24, 2023, Atlas Obscura